# Cipro (figlia di Erode il Grande)
Cipro (Cypros; Alexandrium, 29 a.C. – ...) fu la seconda figlia di Erode il Grande. È talvolta indicata come Cipro II per distinguerla dalle altre Cipro della dinastia erodiana.

## Biografia
Cipro era la seconda figlia di Erode il Grande e della sua seconda moglie Mariamne. Da parte di madre discendeva dalla famiglia reale degli Asmonei, ma il suo nome era quello dell'omonima madre di Erode: Mariamne, infatti, era stata imprigionata dal marito, e la scelta del nome della nonna paterna, morta da poco tempo, fu un segnale della rottura tra i due. Cipro aveva due fratelli, Alessandro e Aristobulo, e una sorella maggiore, Salampsio; tutti avevano nomi della dinastia asmonea.
Erode volle dare in sposa Cipro al proprio fratello Ferora, che già aveva rotto il fidanzamento con Salampsio e che si ripeté anche questa volta, facendo infuriare Erode. Nel 7 a.C. Cipro sposò il cugino Antipatro, figlio della sorella di Erode, Salome; i due ebbero una figlia, chiamata anche lei Cipro, attorno all'anno 12.